# Петрунино (Смоленская область)
Петрунино — деревня в Духовщинском районе Смоленской области России. Входит в состав Добринского сельского поселения. Население — 40 жителей (2007 год). 
Расположена в северной части области в 52 км к северо-западу от Духовщины, в 16 км северо-западнее автодороги Р136 Смоленск — Нелидово, на берегу реки Устье. В 67 км восточнее деревни расположена железнодорожная станция Никитинка на линии Дурово — Владимирский Тупик. 

## История
В годы Великой Отечественной войны деревня была оккупирована гитлеровскими войсками в июле 1941 года, освобождена в сентябре 1943 года.